# ネパリ・サマチャー
ネパリ・サマチャー（ネパール語: नेपाली समाचार 英語: Nepali Samachar）は日本における隔週発行のネパール語新聞である。在日ネパール人コミュニティを対象に発行されている。

## 概要
ネパリ・サマチャーは”ネパール新聞”を意味する。ネパールや日本のニュースだけではなく、まだ日本語があまりできない人のためマイナンバーや税金の増税、地震などの解説もしている。読者層は広告主やネパール人の集まるレストラン、食材店、日本人学校、年間契約している人等。2016年時点での発行部数は毎号8000部程。1面と8面はカラー。
発行元であるGMTインターナショナルが運営するネパール語ニュースポータルサイト、samudrapari.comよりバックナンバーを閲覧することができる。

## 歴史
創刊は1999年。
当時はネパール語のフォントを持つ印刷所が無く、「責任を持って印刷できない」と断られたため、ネパールで新聞を印刷して日本に送っていた。現在は日本で全ての作業を行なっている。
2011年の東日本大震災のときは24時間最新情報を集めたという。
2019年7月21日にはフジテレビのLive選挙サンデーで取り上げられた。

## 発行者
株式会社GMTインターナショナル　
所在地：東京都新宿区百人町2ー14ー4